# Liste der Stolpersteine in Bergisch Gladbach
In der Liste der Stolpersteine in Bergisch Gladbach werden die vorhandenen Gedenksteine aufgeführt, die im Rahmen des Projektes Stolpersteine des Künstlers Gunter Demnig in der Stadt Bergisch Gladbach bisher verlegt worden sind.

## Verlegte Stolpersteine
| Adresse                               | Name                 | Inschrift | Verlegedatum | Bild                                                                    | Anmerkung |
| ------------------------------------- | -------------------- | --- | ------------ | ----------------------------------------------------------------------- | --- |
| Ahornweg 9 (Standort)                 | Henriette Zimmermann | Hier wohnte Henriette Zimmermann geb. Meyer Jg. 1875 deportiert 1942 für tot erklärt                                                                 | 9. Feb. 2008 | Stolperstein Bergisch Gladbach Ahornweg 9 Henriette Zimmermann          | geboren am 26. Januar 1875 in Köln. Im Herbst wohnhaft in Bergisch Gladbach, Ahornweg, verwitwet. Von dort Zwangsumsiedlung in den Bereich des Stellawerks Bergisch Gladbach, Bensberger Str. 188. Von dort Deportation ins KZ Theresienstadt (angekommen am 28.7.1942). Weitertransport am 19.9.1942 nach Treblinka, dort ermordet. |
| Altenberger-Dom-Straße 128 (Standort) | Erich Deutsch        | Hier wohnte Dr. Erich Deutsch Jg. 1877 deportiert 1944 tot 1944 in Theresienstadt                                                                    | 9. Feb. 2008 | Stolperstein Bergisch Gladbach Altenberger-Dom-Straße 128 Erich Deutsch | Erich Deutsch wurde am 14. Juli 1877 als Sohn des Fabrikanten Louis Deutsch und seiner Ehefrau Maria, geb. Marcus in Berlin geboren. Nach Medizinstudium und Promotion zum Dr. med. lebte er 1903 als praktischer Arzt in Rudow und heiratete am 15. August 1903 Marie Betty Agnes Kohrs aus Berlin, geb. 25. April 1877. 1905 wurde in Berlin die Tochter Ilse, verheiratete Edelmann, geboren. Dr. Deutsch war 1929 in Wanne als Stadtmedizinalrat tätig. Er durfte nach der Machtergreifung der Nationalsozialisten als Medizinalrat nicht mehr praktizieren. Als ihn die Gestapo aus seiner Villa in Wanne-Eickel holte, konnte er sich zunächst noch frei bewegen. In Schildgen mietete er zusammen mit seiner Familie einen Bauernhof und lebte von den Erträgen. Am 15. November 1943 begann die Gestapo, Juden aus ihren Wohnungen zu holen. Familie Deutsch kam in die Baracke am Ahornweg. Erich Deutsch konnte fliehen und wurde von Freunden in Köln-Müngersdorf aufgenommen. Er kehrte jedoch freiwillig zu seiner Familie zurück, von wo er 1944 nach Theresienstadt deportiert wurde und dort am 5. Oktober infolge von Misshandlungen starb. |
| An der Tent 2 (Standort)              | Reinhold Joschkowitz | Hier wohnte Reinhold Joschkowitz Jg. 1894 deportiert 1943 Theresienstadt überlebt                                                                    | 9. Feb. 2008 | Stolperstein Bergisch Gladbach An der Tent 2 Reinhold Joschkowitz       | Reinhold Herbert Joschkowitz wurde am 9. Februar 1894 als jüngster Sohn von Elise Joschkowitz (siehe dort) in Magdeburg geboren. Reinhold, von Beruf Kaufmann, und seine Mutter Elise, geb. Wertheim (siehe dort) waren seit 1918 in Bergisch Gladbach ansässig.1935 wohnten sie An der Tent 2. 1942 wurden Elise und ihr Sohn zunächst ins Gladbacher Ghettohaus und 1943 vom Sammellager Müngersdorf über Berlin nach Theresienstadt deportiert. Dort wurde Elise vorsätzlich mit Typhus infiziert, woran sie 1944 starb. Reinhold wurde in Theresienstadt befreit, kehrte an Tuberkulose schwer erkrankt nach Gladbach zurück und starb 1952. |
| An der Tent 2 (Standort)              | Elise Joschkowitz    | Hier wohnte Elise Joschkowitz geb. Wertheim Jg. 1859 deportiert 1943 tot 1944 in Theresienstadt                                                      | 9. Feb. 2008 | Stolperstein Bergisch Gladbach An der Tent 2 Elise Joschkowitz          | geboren am 15. April 1859 in Lispenhausen. 1882 heiratete sie Adolph Joschkowitz, geb. 1855 in Köln, gestorben in Magdeburg am 15. Oktober 1896. Das Ehepaar hatte eine Tochter (Marie Sophie, geb. 1887) und mindestens vier Söhne: Paul Albert (1883–1918), Hugo (geb./gest. 1885), Carl Werner (1889 bis 1917) und Reinhold (geb. 1894 – siehe dort) 1943 wurden Elise und ihr Sohn nach Theresienstadt deportiert. Dort wurde Elise vorsätzlich mit Typhus infiziert, woran sie 1944 starb. |
| Bärbroich 17 (Standort)               | Gertrud Stockhausen  | Hier wohnte Gertrud Stockhausen geb. Stupp Jg. 1900 eingewiesen 1932 Heilanstalt Galkhausen 'verlegt’ 27.5.1941 Hadamar ermordet 27.5.1941 Aktion T4 | 7. Feb. 2014 | Stolperstein Bergisch Gladbach Bärbroich 17 Gertrud Stockhausen         | Gertrud Stockhausen, geb. Stupp, die Mutter des Komponisten Karlheinz Stockhausen, wurde am 30. November 1900 in Neurath (Grevenbroich), geboren als viertes von acht Kindern des Bauern Christian Strupp und seiner Ehefrau Maria Gertrud, geb. Schnitzler, geboren. 1927 heiratete sie den Volksschullehrer Simon Stockhausen, der seit Oktober 1932 an der Schule in Bärbroich unterrichtete. Zu dieser Familie gehörten drei Kinder: der 1928 geborene Karlheinz, die ein Jahr später geborene Anna Katharina und schließlich der 1932 geborene Hermann Josef, der im Alter von nur neun Monaten 1933 sterben sollte. 1932 zeigten sich bei Gertrud Stockhausen Zeichen einer psychischen Erkrankung, die im Dezember dieses Jahres zu einem Selbstmordversuch führte. Am 21. Dezember 1932 wurde Gertrud Stockhausen in die Provinzial-Heil- und Pflegeanstalt Galkhausen bei Langenfeld gebracht, wo sie bis 1941 lebte. Am 27. Mai 1941 wurde sie zusammen mit 89 anderen Menschen in einem grauen Omnibus in die Tötungsanstalt Hadamar in Hessen-Nassau gebracht und im Rahmen der Aktion T4 getötet.                                               |
| Bensberger Straße 188a (Standort)     | Erna Kahn            | Hier wohnte Erna Kahn Jg. 1890 deportiert 1942 1943 Theresienstadt ???                                                                               | 9. Feb. 2008 | Stolperstein Bergisch Gladbach Bensberger Straße 188a Erna Kahn         | Erna Kahn wurde am 15. Mai 1890 in Neunkirchen / Saar als Tochter des Bäckermeisters Joseph Kahn und seiner Frau Henriette, geb. August geboren. Sie war unverheiratet und tätig als Hausangestellte in Bergisch Gladbach (siehe Enst Danzig). Am 16. Juni 1942 wurde sie in das Ghetto Theresienstadt deportiert, von dort am 23. Januar 1943 nach Auschwitz, wo sie ermordet wurde. |
| Bensberger Straße 188a (Standort)     | Ernst Danzig         | Hier wohnte Ernst Danzig Jg. 1885 gedemütigt/entrechtet Flucht in den Tod 17.6.1942                                                                  | 9. Feb. 2008 | Stolperstein Bergisch Gladbach Bensberger Straße 188a Ernst Danzig      | Ernst Simon Danzig wurde am 28. Dezember 1885 als Sohn von Hermann und Berta Danzig, geb. Steinhardt, in Neuwied. Von Beruf Chemiker lebte er bis 1939 in Bergisch Gladbach, Birkenbusch 13. Er war nicht verheiratet. Seit Frühjahr 1939 wohnte er gemeinsam mit der 1890 geborenen Hausangestellten Erna Kahn an der Bensberger Straße 188a. In dieses Haus wurden 1941 zwangsweise weitere jüdischstämmige Menschen aus Bergisch Gladbach eingewiesen. Als Ernst Danzig 1942 eine Mitteilung über die ihm bevorstehende Deportation erhielt, nahm er sich am 17. Juni 1942 durch Gift das Leben. Erna Kahn war bereits einen Tag zuvor in das Ghetto Theresienstadt deportiert worden, von wo sie am 23. Januar 1943 in das Vernichtungslager Auschwitz abtransportiert wurde. Für Ernst Danzig liegt auch in seiner Geburtsstadt Neuwied ein Stolperstein. |
| Hüttenstraße 40 (Standort)            | Harry Freymuth       | Hier wohnte Harry Freymuth Jg. 1881 deportiert 1943 tot 1944 in Theresienstadt                                                                       | 9. Feb. 2008 | Stolperstein Bergisch Gladbach Hüttenstraße 40 Harry Freymuth           | Caecil Harry Freymuth, geboren am 21. November 1881 in Labiau (jetzt Polessk) als Sohn des jüdischen Ehepaars Arthur Freymuth (Kaufmann) und Auguste, geb. Löwenstein. Evangelisch getauft am 25.6.1895 in der Kirchengemeinde Königsberg Altroßgarten. 1905 tätig als Bankbeamter in Charlottenburg (Berlin). Verheiratet am 24. Oktober 1905 in Königsberg mit Klara Gertrude Margarethe Favre, geb. 21.11.1884. Wohnhaft in Bendorf-Sayn (Jacoby’sche Heil- und Pflegeanstalt) und Bergisch Gladbach, Hüttenstr. 40 (Datum unbekannt). Deportiert am 15.10.1943 von Berlin nach Theresienstadt Dort im April 1944 gestorben. |